# Dibranchus spongiosa
Dibranchus spongiosa är en fiskart som först beskrevs av Gilbert, 1890.  Dibranchus spongiosa ingår i släktet Dibranchus och familjen Ogcocephalidae. Inga underarter finns listade i Catalogue of Life.